# Platon (cratère)
Pour les articles homonymes, voir Platon (homonymie).

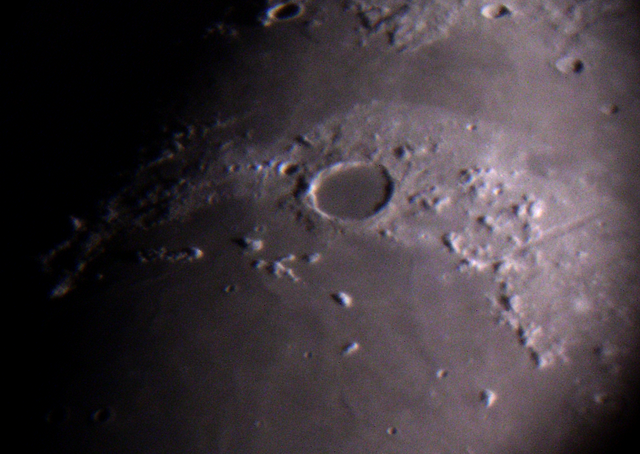
Vue de télescope du cratère Platon.

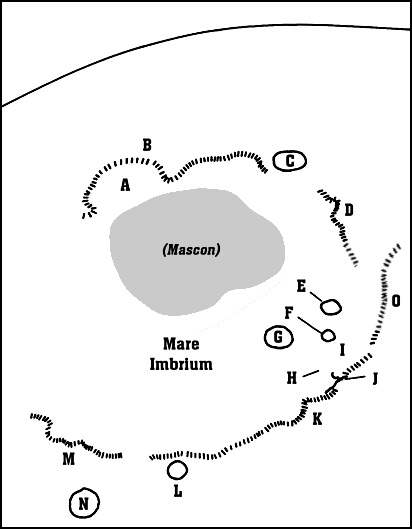
Le cratère Platon est représenté par la lettre "C".

Platon est un cratère d'impact lunaire situé sur la face visible de la Lune. Il se trouve au nord-est de la Mare Imbrium et des Montes Teneriffe, à l'extrémité orientale des Montes Jura et à l'extrémité occidentale des Montes Alpes d'où partent des crevasses lunaires dénommées Rimae Platon. Au nord s'étend la Mare Frigoris. Le contour circulaire possède de nombreux pics qui donnent des ombres à l'intérieur du cratère. L'intérieur du cratère a un albédo, apparaissant lisse sans présence aucune d'impacts quelconques. Le cratère Platon est connu pour être un lieu de phénomène lunaire transitoire (PLT) consistant dans l'apparition d'une lumière ou d'une modification d'aspect de sa surface lunaire pendant une courte durée.

## Historique
En 1647, l'astronome germano-polonais Johannes Hevelius surnomme ce cratère le grand lac noir. Dans son Almagestum Novum (es) publié en 1651, le jésuite italien Giovanni Battista Riccioli lui donne le nom de Platon en référence au philosophe grec.
En 1824, l'astronome Franz von Paula Gruithuisen croit observer à proximité de Platon de petits cratères qui n'étaient pas visibles auparavant. Il pense qu'ils sont dus à l'impact récent de météorites mais les instruments astronomiques de ses prédécesseurs n'étaient en fait pas assez puissants. De plus, ces cratères satellites apparaissent ou disparaissent selon les moments de la lunaison, la transparence de l'atmosphère. Son interprétation est vite éclipsée lorsqu'il annonce avoir découvert « une véritable cité lunaire » au nord du cratère Schröter (en). En 1865, l'astronome William Radcliffe Birt, secrétaire général de la section lunaire de la British Astronomical Association, lance à travers cette association, un programme de cartographie détaillée de la Lune, mettant notamment en évidence que le fond de Platon s'assombrit à mesure que le Soleil s'élève au-dessus de lui. Birt donne du crédit à cette idée de cité en déclarant avoir observé plus de 1 500 phénomènes, notamment des étincelles.
En 1935, l'union astronomique internationale officialise le nom de Platon à ce cratère lunaire.
La base Alpha de la série télévisée Cosmos 1999 est située dans le cratère Platon.

## Cratères satellites
Les cratères dit satellites (appelés aussi craterlets) sont de petits cratères situés à proximité du cratère principal, ils sont nommés du même nom mais accompagnés d'une lettre majuscule complémentaire (même si la formation de ces cratères est indépendante de la formation du cratère principal). Par convention ces caractéristiques sont indiquées sur les cartes lunaires en plaçant la lettre sur le point le plus proche du cratère principal. Liste des cratères satellites de Platon :
| Platon | Latitude | Longitude | Diamètre |
| ------ | -------- | --------- | -------- |
| B      | 53.0° N  | 17.2° W   | 13 km    |
| C      | 53.2° N  | 19.4° W   | 10 km    |
| D      | 49.6° N  | 14.5° W   | 10 km    |
| E      | 49.7° N  | 16.2° W   | 7 km     |
| F      | 51.7° N  | 17.4° W   | 7 km     |
| G      | 52.1° N  | 6.3° W    | 8 km     |
| H      | 55.1° N  | 2.0° W    | 11 km    |
| J      | 49.0° N  | 4.6° W    | 8 km     |
| K      | 46.8° N  | 3.3° W    | 6 km     |
| KA     | 46.8° N  | 3.6° W    | 6 km     |
| L      | 51.6° N  | 4.3° W    | 10 km    |
| M      | 53.1° N  | 15.4° W   | 8 km     |
| O      | 52.3° N  | 15.4° W   | 9 km     |
| P      | 51.5° N  | 15.2° W   | 8 km     |
| Q      | 54.5° N  | 4.8° W    | 8 km     |
| R      | 53.8° N  | 18.3° W   | 6 km     |
| S      | 53.8° N  | 14.9° W   | 6 km     |
| T      | 54.5° N  | 11.2° W   | 8 km     |
| U      | 49.6° N  | 7.4° W    | 6 km     |
| V      | 55.8° N  | 7.4° W    | 6 km     |
| W      | 57.2° N  | 17.8° W   | 4 km     |
| X      | 50.1° N  | 13.8° W   | 5 km     |
| Y      | 53.1° N  | 16.3° W   | 10 km    |

Le cratère satellite "Platon A" a été renommé par l'Union astronomique internationale Bliss.